# Les grands Soutiens du monde
Les grands Soutiens du monde (1902) est un groupe monumental en bronze d'Auguste Bartholdi situé à Colmar, dans le département français du Haut-Rhin.

## Localisation
Cette œuvre est située au 30, rue des Marchands à Colmar, dans la cour du musée Bartholdi.

## Historique
L’œuvre est inspirée de la Fontaine des Quatre-Parties-du-Monde de Jean-Baptiste Carpeaux. Le groupe a été présenté au Salon des artistes français de 1902 et érigée en 1909 dans la cour du musée,.

## Description
Il s'agit d'un groupe allégorique en bronze par Auguste Bartholdi, représentant la Justice, le Travail et la Patrie soutenant le monde.

## Autres œuvres du sculpteur à Colmar
- Fontaine Roesselmann
- Fontaine Schwendi
- Monument Hirn
- Monument à l'amiral Bruat
- Monument au général Rapp
- Monument à Martin Schongauer
- Statue du tonnelier alsacien
- Statue du petit vigneron